# Mejores entrenadores, futbolistas y clubes en cada liga americana del año
Los Mejores jugadores, entrenadores y clubes del año en cada liga americana es un premio anual otorgado por el diario uruguayo El País al mejor entrenador de fútbol, al mejor jugador y al mejor club en cada mejor liga del continente americano desde el año 2020.

## Ganadores

### Por país

#### Argentina
| Año  | Mejor entrenador   | Mejor jugador      | Mejor equipo    | Mejor jugadora   |
| ---- | ------------------ | ------------------ | --------------- | ---------------- |
| 2020 | Marcelo Gallardo   | Carlos Tévez       | Boca Juniors    | -                |
| 2021 | Marcelo Gallardo   | Julián Álvarez     | River Plate     | Yamila Rodríguez |
| 2022 | Fernando Gago      | Julián Álvarez     | Racing Club     | Yamila Rodríguez |
| 2023 | Miguel Ángel Russo | Nicolás de la Cruz | River Plate     | Miriam Mayorga   |
| 2024 | Gustavo Quinteros  | Claudio Aquino     | Vélez Sarsfield | Andrea Ojeda     |

#### Bolivia
| Año  | Mejor entrenador    | Mejor jugador      | Mejor equipo            | Mejor jugadora   |
| ---- | ------------------- | ------------------ | ----------------------- | ---------------- |
| 2020 | Alberto Illanes     | Juan Carlos Arce   | Always Ready            | -                |
| 2021 | Marcelo Robledo     | Gustavo Cristaldo  | Independiente Petrolero | Yanina López     |
| 2022 | Antônio Carlos Zago | Francisco da Costa | Club Bolívar            | Karla Ticona     |
| 2023 | Cristian Díaz       | Guillermo Viscarra | Club The Strongest      | Yoselin Portales |
| 2024 | Flavio Robatto      | Ramiro Vaca        | Club Bolívar            | Paula Valencia   |

#### Brasil
| Año  | Mejor entrenador | Mejor jugador  | Mejor equipo     | Mejor jugadora |
| ---- | ---------------- | -------------- | ---------------- | -------------- |
| 2020 | Abel Ferreira    | Marinho        | Flamengo         | -              |
| 2021 | Cuca             | Hulk           | Atlético Mineiro | Tamires        |
| 2022 | Abel Ferreira    | Gustavo Scarpa | Palmeiras        | Duda Sampaio   |
| 2023 | Abel Ferreira    | Luis Suárez    | Palmeiras        | Priscila       |
| 2024 | Artur Jorge      | Luiz Henrique  | Botafogo         | Gabi Portilho  |

#### Chile
| Año  | Mejor entrenador  | Mejor jugador      | Mejor equipo              | Mejor jugadora   |
| ---- | ----------------- | ------------------ | ------------------------- | ---------------- |
| 2020 | Ariel Holan       | Matias Dituro      | Universidad Católica      | -                |
| 2021 | Cristian Paulucci | Fernando Zampedri  | Universidad Católica      | Karen Araya      |
| 2022 | Gustavo Quinteros | Juan Martín Lucero | Colo-Colo                 | Rebeca Fernández |
| 2023 | Gustavo Álvarez   | Gonzalo Montes     | Club Deportivo Huachipato | Yanara Aedo      |
| 2024 | Jorge Almirón     | Arturo Vidal       | Colo-Colo                 | Yanara Aedo      |

#### Colombia
| Año  | Mejor entrenador       | Mejor jugador           | Mejor equipo            | Mejor jugadora |
| ---- | ---------------------- | ----------------------- | ----------------------- | -------------- |
| 2020 | Harold Rivera          | Duván Vergara           | América de Cali         | -              |
| 2021 | Hernán Torres Oliveros | David Macalister Silva  | Deportes Tolima         | Catalina Usme  |
| 2022 | Alejandro Restrepo     | Leonardo Fabio Castro   | Deportivo Pereira       | Linda Caicedo  |
| 2023 | Alberto Gamero         | David Mackalister Silva | Millonarios Fútbol Club | Catalina Usme  |
| 2024 | Efraín Juárez          | Andrés Román            | Atlético Nacional       | Manuela Paví   |

#### Costa Rica
| Año  | Mejor entrenador | Mejor jugador     | Mejor equipo       | Mejor jugadora     |
| ---- | ---------------- | ----------------- | ------------------ | ------------------ |
| 2021 | Erick Rodríguez  | Christian Bolaños | Deportivo Saprissa | Jennie Lakip       |
| 2022 | Jeaustin Campos  | Celso Borges      | Cartaginés         | Katherine Alvarado |
| 2023 | Vladimir Quesada | Elías Aguilar     | Deportivo Saprissa | Sheika Scott       |
| 2024 | Vladimir Quesada | Mariano Torres    | Deportivo Saprissa | Emilie Valenciano  |

#### Ecuador
| Año  | Mejor entrenador | Mejor jugador       | Mejor equipo            | Mejor jugadora |
| ---- | ---------------- | ------------------- | ----------------------- | -------------- |
| 2020 | Fabián Bustos    | Damián Díaz         | Barcelona               | -              |
| 2021 | Juan Carlos León | Jonatan Bauman      | Independiente del Valle | Madelin Riera  |
| 2022 | César Farías     | Ricardo Adé         | Aucas                   | Madelin Riera  |
| 2023 | Luis Zubeldía    | Alexander Domínguez | Liga de Quito           | Madelin Riera  |
| 2024 | Pablo Sánchez    | Álex Arce           | Liga de Quito           | Nayely Bolaños |

#### Estados Unidos
| Año  | Mejor entrenador | Mejor jugador        | Mejor equipo       | Mejor jugadora |
| ---- | ---------------- | -------------------- | ------------------ | -------------- |
| 2020 | Caleb Porter     | Raúl Ruidíaz         | Columbus Crew      | -              |
| 2021 | Ronny Deila      | Valentín Castellanos | New York City FC   | Alex Morgan    |
| 2022 | Steve Cherundolo | Carlos Vela          | Los Angeles F. C.  | Sophia Smith   |
| 2023 | Wilfried Nancy   | Luciano Acosta       | Columbus Crew      | Alex Morgan    |
| 2024 | Wilfried Nancy   | Lionel Messi         | Los Angeles Galaxy | Trinity Rodman |

#### Honduras
| Año  | Mejor entrenador | Mejor jugador     | Mejor equipo  | Mejor jugadora      |
| ---- | ---------------- | ----------------- | ------------- | ------------------- |
| 2020 | Pedro Troglio    | Deybi Flores      | C. D. Olimpia | -                   |
| 2021 | Pedro Troglio    | Edwin Rodríguez   | C. D. Olimpia | -                   |
| 2022 | Pedro Troglio    | Michaell Chirinos | C. D. Olimpia | Katherine Rodríguez |
| 2023 | Pedro Troglio    | Edwin Rodríguez   | C. D. Olimpia | Barbara Murillo     |
| 2024 | Diego Vázquez    | Edwin Rodríguez   | Motagua       | -                   |

#### México
| Año  | Mejor entrenador    | Mejor jugador       | Mejor equipo | Mejor jugadora   |
| ---- | ------------------- | ------------------- | ------------ | ---------------- |
| 2020 | Ignacio Ambriz      | Luis Montes Jiménez | Club León    | -                |
| 2021 | Juan Reynoso Guzmán | Luis Romo           | Cruz Azul    | Stephany Mayor   |
| 2022 | Guillermo Almada    | Nicolás Ibáñez      | Pachuca      | Alicia Cervantes |
| 2023 | André Jardine       | Diego Valdés        | Club América | Liliana Mercado  |
| 2024 | André Jardine       | Luis Malagón        | Club América | Rebeca Bernal    |

#### Paraguay
| Año  | Mejor entrenador    | Mejor jugador         | Mejor equipo  | Mejor jugadora |
| ---- | ------------------- | --------------------- | ------------- | -------------- |
| 2020 | Francisco Arce      | Jorge Eduardo Recalde | Cerro Porteño | -              |
| 2021 | Francisco Arce      | Claudio Aquino        | Cerro Porteño | Verónica Kurtz |
| 2022 | Julio César Cáceres | Derlis González       | Club Olimpia  | Liza Larrea    |
| 2023 | Daniel Garnero      | Óscar Cardozo         | Club Libertad | Amada Peralta  |
| 2024 | Martín Palermo      | Gastón Olveira        | Club Olimpia  | Belén Riveros  |

#### Perú
| Año  | Mejor entrenador      | Mejor jugador   | Mejor equipo                   | Mejor jugadora    |
| ---- | --------------------- | --------------- | ------------------------------ | ----------------- |
| 2020 | Roberto Mosquera Vera | Emanuel Herrera | Sporting Cristal               | -                 |
| 2021 | Carlos Bustos         | Hernán Barcos   | Alianza Lima                   | Adriana Lúcar     |
| 2022 | Guillermo Salas       | Hernán Barcos   | Alianza Lima                   | Adriana Lúcar     |
| 2023 | Jorge Fossati         | Piero Quispe    | Club Universitario de Deportes | Stephanie Lacoste |
| 2024 | Fabián Bustos         | Andy Polo       | Club Universitario de Deportes | Adriana Lúcar     |

#### Uruguay
| Año  | Mejor entrenador    | Mejor jugador      | Mejor equipo              | Mejor jugadora    |
| ---- | ------------------- | ------------------ | ------------------------- | ----------------- |
| 2020 | Alejandro Cappuccio | Sergio Rochet      | Montevideo City Torque    | -                 |
| 2021 | Mauricio Larriera   | Agustín Canobbio   | Club Atlético Peñarol     | Esperanza Pizarro |
| 2022 | Pablo Repetto       | Felipe Carballo    | Club Nacional de Football | Belén Aquino      |
| 2023 | Jorge Bava          | Federico Pereira   | Liverpool Fútbol Club     | Wendy Carballo    |
| 2024 | Diego Aguirre       | Leonardo Fernández | Club Atlético Peñarol     | Sofía Oxandabarat |

#### Venezuela
| Año  | Mejor entrenador      | Mejor jugador      | Mejor equipo                  | Mejor jugadora     |
| ---- | --------------------- | ------------------ | ----------------------------- | ------------------ |
| 2020 | Daniel Farías         | Anderson Contreras | Deportivo La Guaira           | -                  |
| 2021 | Juan Domingo Tolisano | Samson Akinyoola   | Deportivo Táchira Fútbol Club | Raiderlin Carrasco |
| 2022 | José María Morr       | Yerson Chacón      | Metropolitanos                | Floriangel Apóstol |
| 2023 | Eduardo Saragó        | Maurice Cova       | Deportivo Táchira Fútbol Club | Génesis Flórez     |
| 2024 | Eduardo Saragó        | Maurice Cova       | Deportivo Táchira Fútbol Club | Génesis Flórez     |